# بحر دار
بحر دار (به لاتین: Bahir Dar) یک منطقهٔ مسکونی در اتیوپی است که در منطقه امهارا واقع شده‌است. بحر دار ۲۸ کیلومتر مربع مساحت و ۷۵۰٬۹۹۱ نفر جمعیت دارد و ۱٬۸۰۰ متر بالاتر از سطح دریا واقع شده‌است.

## خواهرخوانده
شهرهای کلیولند، اوهایو و اشدود خواهرخوانده‌های بحر دار هستند.

## نگارخانه

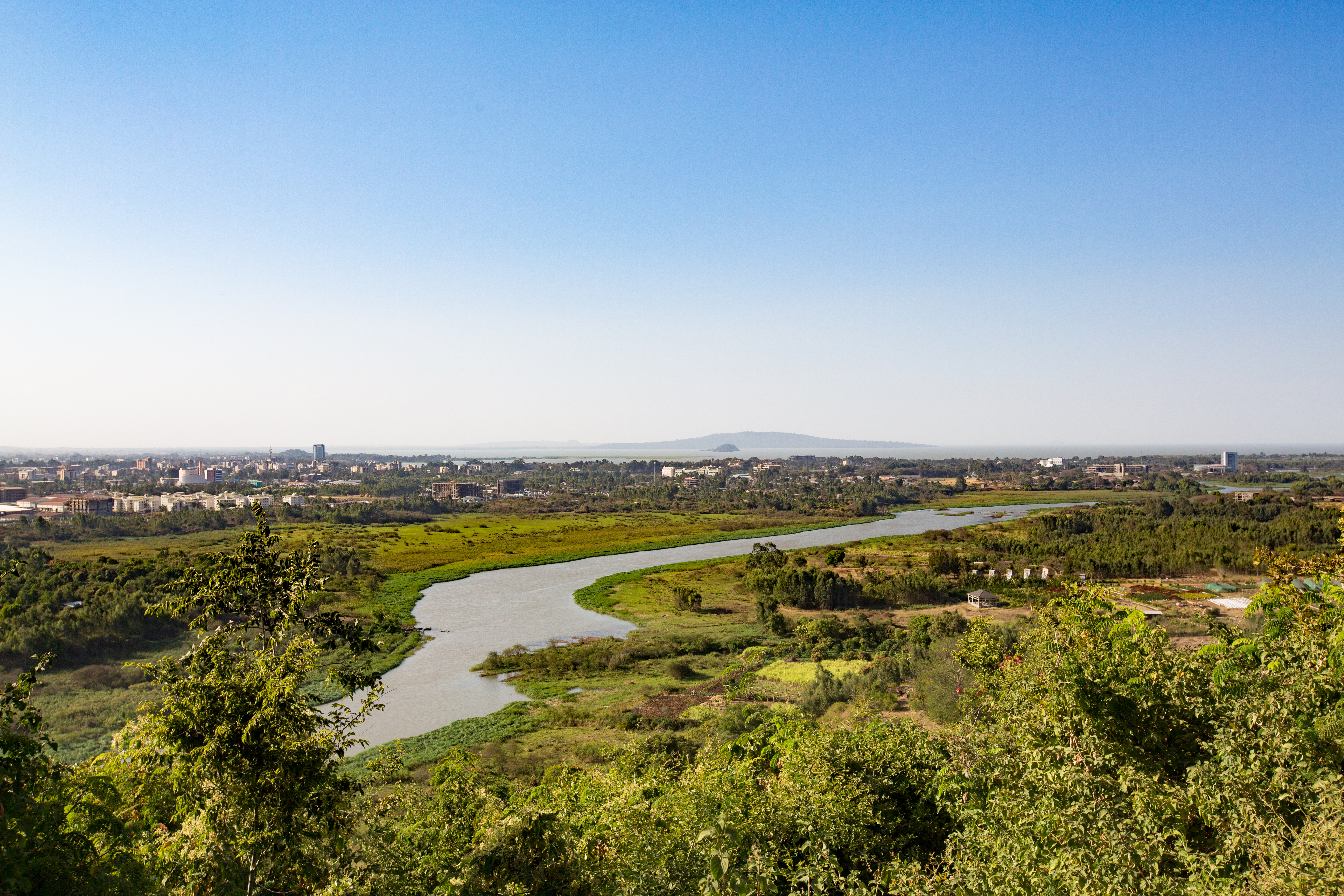